# Iffelkofen
Iffelkofen ist ein Gemeindeteil des Marktes Ergoldsbach im niederbayerischen Landkreis Landshut.

## Lage
Das Kirchdorf Iffelkofen liegt am Goldbach und an der Bundesstraße 15 etwa einen Kilometer nördlich von Ergoldsbach, mit dem es über die dazwischenliegenden Orte Jellenkofen und Prinkofen verbunden ist.

## Geschichte
Die Ortsgeschichte von Iffelkofen reicht zurück bis in das 11. Jahrhundert. 1263 tauschte Bischof Leo Thundorfer von Regensburg mit Eberhard von Kläham eine Hube in Ivenchoven. Am 23. April 1519 übergab Bartholomäus Armannsberger zu Ellenbach im Rahmen eines Gütertausches mit Kloster Mallersdorf diesem den Peudtlhausser Hof zu Iffelkofen. Im Konskriptionsjahr 1752 bestand Iffelkofen aus zwölf Anwesen. Es gehörte zum Rentamt Landshut und Gericht Kirchberg.
Iffelkofen unterstand dem Landgericht Rottenburg. Als Teil der Gemeinde Prinkofen wurde Iffelkofen im Zuge der Gebietsreform in Bayern am 1. Januar 1972 in den Markt Ergoldsbach eingegliedert.

## Baudenkmäler
- Filialkirche St. Stephan. Sie wurde 1726 erbaut.

## Vereine
- Birkhahnschützen Jellenkofen e.V. Gegründet 1964.[1]
- KLJB Jellenkofen/Iffelkofen. Sie wurde 1998 gegründet.